# کریستین لانتیگنوتی
کریستین لانتیگنوتی (انگلیسی: Christian Lantignotti؛ زادهٔ ۱۸ مارس ۱۹۷۰) بازیکن فوتبال اهل ایتالیا است.
از باشگاه‌هایی که در آن بازی کرده‌است می‌توان به باشگاه فوتبال روبور سیه‌نا، باشگاه فوتبال پادوا، باشگاه فوتبال مونتسا، باشگاه فوتبال کالیاری، باشگاه فوتبال رجانا، باشگاه فوتبال چزنا، و باشگاه فوتبال آ.ث. میلان اشاره کرد.
وی همچنین در تیم ملی فوتبال زیر ۲۱ سال ایتالیا بازی کرده‌است.